# Gilles de Bellemère
Gilles de Bellemère, spesso italianizzato in Egidio de Bellamera (Château-du-Loir, 1342 – Avignone, 1407), è stato un vescovo cattolico francese.

## Biografia
Gilles de Bellemère studiò, e in seguito insegnò, all'università di Orléans. Ad Avignone - ove aveva allora sede la Curia papale - entrò nel seguito del cardinale de Beaufort, nel 1370 eletto papa Gregorio XI, e fu auditor litterarum contradictarum dal 1376. Seguì papa Gregorio quando questi riportò la sede papale da Avignone a Roma nel 1377, divenendo auditore della rota, facendo poi ritorno in Francia dopo la morte del pontefice nel 1378.
Fu canonico a Bayeaux e arcidiacono ad Angers. Nel 1383 fu nominato vescovo di Lavaur, nel 1391 vescovo di Le Puy, e nel 1392 ottenne l'ambita diocesi di Avignone.

## Opere
Bellemère fu un importante canonista del suo tempo; compose un commento alle decretali.
A tale Gilles Bellemère fu inoltre attribuito un coevo testo francese, Les quinze joies de mariage ("Le quindici gioie del matrimonio"), un pamphlet che satireggiava la vita coniugale. Questo presunto Gilles Bellemère è stato identificato con il prelato, anche se probabilmente in maniera erronea.

### Edizioni
- (LA) In primam primi Decretalium libri partem praelectiones, vol. 1, Jacques Senneton & Jean Senneton, 1548.

### Manoscritti
- Repertorium, XV secolo, München, Bayerische Staatsbibliothek, Codices latini monacenses, Clm 3063,  ff. 326-347r.
- Decisiones Rotae Romanae, XIV-XV secolo, Città del Vaticano, Biblioteca Apostolica Vaticana, Fondo Ottoboniano latino, Ottob. lat. 2067.
  -  Decisiones Rotae Romanae, XV secolo, Città del Vaticano, Biblioteca Apostolica Vaticana, Fondo Rossiano, Ross. 822.
  -  Decisiones Rotae Romanae, XV secolo, Bologna, Biblioteca Comunale dell'Archiginnasio, Fondo manoscritti, ms. A. 999.
  -  Decisiones Rotae Romanae, Consilium, XV secolo, Freiburg im Breisgau, Universitätsbibliothek Freiburg/Breisgau, Handschriften, Hs. 244,  ff. 207v-366v, 366v-367v.